# Cygnus CRS NG-15
Cygnus CRS NG-15 — пятнадцатая миссия снабжения грузового космического корабля Cygnus компании Northrop Grumman к Международной космической станции по контракту Commercial Resupply Services с НАСА.
Четвёртый запуск корабля Cygnus в рамках контракта CRS2.
Этот космический корабль назван в честь Кэтрин Джонсон — женщины-математика, которая внесла неоценимый вклад в развитие аэронавтики и космических программ США и была одним из пионеров использования цифровых электронных компьютеров в НАСА.

## Запуск и стыковка с МКС
Корабль был запущен 20 февраля 2021 года в 17:36 UTC и успешно выведен на низкую опорную орбиту. Запуск осуществлялся ракетой-носителем «Антарес-230+» со стартовой площадки LP-0A Среднеатлантического регионального космопорта, входящего в состав космодрома Уоллопс.

## Полезная нагрузка
Общая масса груза, доставляемого на МКС составляет 3810 кг:
- Оборудование и детали станции — 1413 кг;
- Материалы для научных исследований — 1127 кг;
- Провизия и вещи для экипажа — 932 кг;
- Оборудование для выхода в открытый космос — 24 кг;
- Российский груз — 24 кг.
- Компьютеры и комплектующие — 1 кг;

Также в агрегатном отсеке корабля размещено оборудование для развертывания нескольких кубсатов массой 76 кг.

## Отстыковка и завершение миссии
По команде с Земли в 16:32 UTC 29 июня 2021 года манипулятор «Канадарм2» отпустил захват корабля. По завершении миссии, корабль контролируемо сошёл с орбиты и разрушился в атмосфере над несудоходной частью Тихого океана 2 июля 2021 года в 01:15 UTC.